# Chinesinho
Sidney Colônia Cunha, más conocido como Chinesinho o Cinesinho (Río Grande, Brasil, 1 de enero de 1935-Río Grande, Brasil, 16 de abril de 2011), fue un futbolista y director técnico brasileño. Se desempeñaba en la posición de centrocampista.

## Selección nacional
Fue internacional con la selección de fútbol de Brasil en 17 ocasiones y marcó 7 goles. Debutó el 8 de marzo de 1956, en un encuentro ante la selección de México que finalizó con marcador de 2-1 a favor de los brasileños.

### Participaciones en Campeonatos Sudamericano
| Copa                         | Sede      | Resultado  |
| ---------------------------- | --------- | ---------- |
| Campeonato Sudamericano 1959 | Argentina | Subcampeón |

## Clubes

### Como futbolista
| Club                | País           | Año       |
| ------------------- | -------------- | --------- |
| Esportivo Renner    | Brasil         | 1954      |
| S. C. Internacional | Brasil         | 1955-1958 |
| Palmeiras           | Brasil         | 1958-1962 |
| Modena F. C.        | Italia         | 1962-1963 |
| Calcio Catania      | Italia         | 1963-1965 |
| Juventus F. C.      | Italia         | 1965-1968 |
| Lanerossi Vicenza   | Italia         | 1968-1972 |
| New York Cosmos     | Estados Unidos | 1972      |
| Nacional Atlético   | Brasil         | 1973-1974 |

### Como entrenador
| Club              | País   | Año       |
| ----------------- | ------ | --------- |
| Lanerossi Vicenza | Italia | 1975-1976 |
| U. S. Foggia      | Italia | 1978-1979 |
| Forlì F. C.       | Italia | 1979-1981 |
| Forlì F. C.       | Italia | 1984      |
| Palmeiras         | Brasil | 1985      |
| Bassano           | Italia | 1985-1987 |

## Palmarés

### Como futbolista

#### Campeonatos nacionales
| Título              | Club                | País   | Año     |
| ------------------- | ------------------- | ------ | ------- |
| Campeonato Gaúcho   | Esportivo Renner    | Brasil | 1954    |
| Campeonato Gaúcho   | S. C. Internacional | Brasil | 1955    |
| Campeonato Paulista | Palmeiras           | Brasil | 1959    |
| Taça Brasil         | Palmeiras           | Brasil | 1960    |
| Copa Italia         | Juventus F. C.      | Italia | 1964-65 |
| Serie A             | Juventus F. C.      | Italia | 1966-67 |

#### Copas internacionales
| Título                  | Equipo              | País   | Año  |
| ----------------------- | ------------------- | ------ | ---- |
| Campeonato Panamericano | Selección de Brasil | Brasil | 1956 |